# Бенедикт Спіноза
Бенеди́кт Спіно́за (справжнє ім'я Бару́х; івр. ברוך שפינוזה, лат. Benedictus de Spinoza; 24 листопада 1632, Амстердам — 21 лютого 1677, Гаага) — нідерландський філософ єврейського походження, науковець, політичний та релігійний мислитель, біблійний екзегет і критик, один із представників пантеїзму. Розвинув учення про єдину нескінченну субстанцію, що є причиною самої себе (принцип causa sui), з безмежною кількістю атрибутів, з-поміж яких людям відомі лише два: протяжність і мислення.

## Біографія

### Молоді роки (до 1658 року)
Бенедикт (Барух) Спіноза народився 24 листопада 1632 року в Амстердамі в заможній родині сефардських євреїв, чиї предки після еміграції євреїв з Португалії осіли в Голландії, — Міхаеля (Габріель Алварес) і Ганни Дебори де Спіноза.
Тодішня єврейська громада Амстердама уславилася своїм багатством, відомими гендлярами, а також лікарями, науковцями, поетами з одного боку, а з іншого — ревною ортодоксією. Родина Спінози, а саме його дід, Аврам Еспіноза, і батько Міхаель обіймали досить високе соціальне становище в юдейській громаді. Міхаель Спіноза (Еспіноза) (до самої смерті в 1654 році) вів успішну сімейну справу — торгівля південними фруктами.
У родині Міхаеля Спінози було п'ятеро дітей: Ісаак, Ребека (обидва від першого шлюбу чоловіка), Міріам, Барух і Габріель. Мати дуже рано померла від туберкульозу (1638), коли найменшому Баруху (Бенекдиту) заледве виповнилось 6 років.
З одного боку Барух Спіноза розвивався в мультикультурному середовищі (відомо, що він розмовляв і писав португальською, іспанською, нідерландською, трохи французькою та італійською мовами, володів літературним івритом, тоді як розмовною мовою в сім'ї, імовірно, був ладіно), з іншого — на нього «тиснула» традиційна єврейська громада з її законами, мораллю і обмеженнями.
Барух Спіноза відвідував початкову релігійну школу «Ец Хаїм», де вивчав іврит, Тору, Талмуд, основи єврейського богослов'я, риторику тощо. Вчителями Спінози були рабини — кабалісти Ісаак Абоаб де Фонсека, Менаше бен Ісраель і Саул Мортейра. Навчаючись в рабинів, Спіноза осягнув основні праці філософів єврейського містицизму (Аврам ібн Езра, Маймонід, Герсонід, Хасдай Крескас тощо). Особливо вплинув на формування філософських поглядів Баруха трактат «Puerta del Cielo» («Брами небес») кабаліста Аврама Когена Еррери, який жив в Амстердамі і помер, коли Спіноза був ще зовсім юним.
Імовірно, відчуваючи вузькість традиційної єврейської освіти, Барух Спіноза за батькові гроші навчався латини (тодішня світова мова науки і філософії). Вже на той час Барух Спіноза, якого рабини не спромоглися перетягнути на бік традиційної юдейської схоластики, набув у громаді одновірців слави дивака і вільнодумця, що навіть ледь не мало трагічні наслідки — на життя Спінози було вчинено невдалий замах.
Після смерті батька в 1654 році почався затяжний судовий процес Баруха Спінози з найближчими родичами за батьків спадок, який він врешті виграв.
На початку 1656 року єретичні погляди Спінози, які розділяли також лікар Хуан де Прадо і вчитель Даніель де Рібера, привернули пильну увагу верхів єврейської громади. Спіноза піддавав, серед іншого, сумніву, що Мойсей був автором П'ятикнижжя, що Адам був першою людиною і що закон Мойсея має перевагу над «природним правом». Незабаром усі ці вільнодумства Спінози призвели до судилища й публічного вигнання з єврейської громади. 27 липня 1656 року, коли Баруху не виповнилося ще й 24 років, у синагозі велелюдно йому, перерахувавши всі його порушення і злочини, оповістили акт про відлучення (херем, івр. חרם). Членам єврейської громади було заборонено будь-яке спілкування зі Спінозою, а йому самому заборонялося надалі використовувати своє єврейське ім'я Барух (іврит «благословенний»). Відтоді Спіноза отримав ім'я Бенедикт (зменшувальне Бенто, латинський відповідник Баруха).
Бенедикт Спіноза написав на свій захист «Апологію» (її текст не зберігся), в якій намагався відвести безглузді звинувачення і відстояти свої погляди. Саме через жагу до пізнання й бажання розвивати свої думки відречення від єврейства не стало для Спінози особистою трагедією.

### Роки духовних пошуків
Наприкінці 1650-х Бенедикт Спіноза виїхав з Амстердама, знайшовши притулок у передмісті Уверкерці. Він відвідував заняття в приватній школі голландця Франца ван ден Ендена: отримав основи знань зі світських прикладних і теоретичних дисциплін — з математики, фізики, медицини тощо, познайомився з філософськими працями Аверроеса, Авіценни, Томи Аквінського, Беме, делла Мірандола, Джорджано Бруно, Френсіса Бекона, Томаса Гоббса, Рене Декарта тощо, навчався малюванню; і паралельно з цим почав свою філософську діяльність.
Того часу (1658—59) Спіноза активно спілкувався з однодумцями, зокрема, зі своїм учителем і колегою Хуаном де Прадо (на них навіть зробили донос іспанській інквізиції). Навколо Бенто Спінози згрупувався гурток вірних йому друзів і учнів — Симон де Фріїс (Simon Joosten de Vries), Йаріх Єллєс (Jarig Jelles), Пітер Балінх (Pieter Balling), Лодевійк Мейєр (Lodewijk Meyer), Ян Рейверц (Jan Rieuwertsz), фон Шуллер (von Schuller), Адріаан Кербах (Adriaan Koerbagh), Йоганнес Кербах (Johannes Koerbagh), Йоганнес Боувмеєстер (Johannes Bouwmeester) тощо.
Одним із послідовників Спінози в Амстердамі був його кузен Альберт Бург (Albert Burgh), який безуспішно намагався переконати друга прийняти католицтво і позбутися гордині, припинивши вважати себе провісником «вищих» істин. Відповідь Спінози була гідною і короткою:
|  | Я зовсім не претендую на те, що відкрив найкращу філософію, але я знаю, що осягаю достеменну. |

Саме в Уверкерці Спіноза почав свою літературну діяльність — написав першу свою роботу «Короткий трактат про Бога, людину і її щастя».

## Смерть
Помер Бенедикт Спіноза 21 лютого 1677 року в Гаазі від туберкульозу, на який хворів протягом останніх 20 років.
За побажанням автора його твори публікувалися того року в Амстердамі без зазначення місця видання й ім'я автора; 1678 року- в нідерландському перекладі. У 1688 році всі його твори були заборонені.

## Основні твори
- «Основи філософії Декарта» (1663) — перший і єдиний твір, опублікований за життя мислителя з зазначенням справжнього ім'я автора;
- «Про Бога і людину та її щастя»(1658—1660);
- «Богословсько-політичний трактат» (1670);
- «Трактат про удосконалення розуму» (1662);
- «Етика, доведена геометричним методом» (1677) — є головною працею; викладається в стилі геометрії Евкліда, з визначеннями, аксіомами і теоремами; передбачається, що все, що слідує за аксіомами, має бути суворо доведено дедуктивним способом, що робить цю роботу важкою для читання.
- «Політичний трактат» — твір лишився незакінченим.

## Вшанування пам'яті
У місті Умань є вулиця Спінози.